# Mac Crane
Mac Crane es una escritora estadounidense. Su novela debut I Keep My Exoskeletons to Myself ganó el Premio Literario Lambda de Ficción Especulativa LGBTQ.

## Carrera
El trabajo de Crane incluye poesía, ensayos de no ficción y ficción. Su primer libro de poesía, Our Debatable Bodies, se publicó en 2019.
Crane escribió un verso de poesía poco después de graduarse de la universidad que se convirtió en la semilla de lo que luego se convertiría en su novela debut: "si las sombras de todos a quienes has hecho daño te siguieran, ¿seguirías siendo tan insensible con los corazones de las personas?" Comenzó oficialmente a escribir el libro en 2018 y lo completó inicialmente como una historia corta. Sin embargo, después de perder su trabajo, cambió su enfoque a escribir a tiempo completo y convirtió I Keep My Exoskeletons to Myself en una novela. La novela se centra en una madre queer, Kris, que enfrenta la maternidad después de la pérdida de su pareja durante el parto. En el mundo del libro, el gobierno añade sombras adicionales a quienes han cometido actos de daño o violencia. La novela fue publicada en enero de 2023 (bajo su nombre de nacimiento) por Catapult y recibió una recepción crítica positiva. Fue nombrado en las listas de "Mejor Libro" de Esquire, Library Journal, Chicago Review of Books y otros. Crane ganó el Premio Literario Lambda de Ficción Especulativa LGBTQ por el libro.
Su segunda novela, A Sharp Endless Need, es una historia de transición a la edad adulta LGBTQ centrada en el baloncesto. Se lanzará en 2025 bajo Dial Press.

## Vida personal
Crane nació en Allentown, Pensilvania y se crio en Filadelfia. Estaba muy involucrade en los deportes mientras crecían y también tenía una gran avidez por la lectura. Desde los seis años aspiraba a ser autore y jugadore de la WNBA. Continuó jugando baloncesto de la División 1 de la NCAA en la Universidad de Drexel, pero no pudo seguir una carrera profesional debido a múltiples desgarros del ligamento cruzado anterior.
Crane es una persona queer y de género no binario, y usa los pronombres they/them (equivalentes al pronombre «elle» en español). Está casade, tiene dos hijos y reside en San Diego.

## Obras
- 2019. Our Debatable Bodies, Animal Heart Press ISBN 9780359542345, 1 de junio de 2019
- 2023. I Keep My Exoskeletons to Myself, Catapult, ISBN 9781646222063 17 de enero de 2023
- 2025. A Sharp Endless Need, Digital Press